# Runar Sandström
Runar "Pannan" Sandström (Stockholm, 12 juni 1909 – Saltsjö-Boo, 8 maart 1985) was een Zweeds waterpolospeler.
Runar Sandström nam als waterpoloër eenmaal deel aan de Olympische Spelen; in 1936. In 1936 maakte hij deel uit van het Zweedse team dat als zevende eindigde. Hij speelde drie wedstrijden.
Sandström speelde voor de club SK Neptun.
Göte Andersson · 
Bertil Berg · 
Erik Holm · 
Tore Lindzén · 
Tore Ljungqvist · 
Åke Nauman · 
Gösta Persson · 
Sven-Pelle Pettersson · 
Runar Sandström · 
Georg Svensson